# Italienska invasionen av Albanien
Italienska invasionen av Albanien (kallas också för angreppskriget mot Albanien) genomfördes 7–10 april 1939. Genom det så kallade Tiranafördraget i november 1926 hade Albanien kommit under höggradigt italienskt inflytande. Utan föregående varning landsteg den italienska flottan med 20 000 man i hamnen vid Durrës och intog utan svårighet hela Albanien. Kung Zogu flydde och Benito Mussolini gjorde landet till ett italienskt protektorat och installerade en marionettregering. Under den följande ockupationen som varade till 1943 slogs stora deler av Kosovo  samman med Albanien som en italiensk vasallstat.